# Jorge António
Jorge António (Lisboa, 8 de junho de 1966) é um cineasta português.

## Biografia
Durante os estudos secundários inicia uma actividade cineclubista e realiza uma dezena de filmes amadores em suporte 8mm e Super 8.
Especializou-se em produção pela Escola Superior de Teatro e Cinema, em 1988. Desde então está ligado ao cinema e à televisão, tendo trabalhado para  Paulo Branco, Cunha Telles, Shots, Arca-Filmes, Latina-Europa, Fundação Calouste Gulbenkian, Rosa Filmes, entre outros portugueses e estrangeiros, bem como em diversos programas de televisão (Lusitânia Expresso, Pop-Off, etc.) documentários (Júlio Pomar, STCP, etc.), vídeos institucionais (ISG, Acarte, etc.) e publicidade (Grupo CP, Intermarché, etc.).
Participa em Portugal e no estrangeiro em Encontros, Conferências e Workshops sobre cinema. Fomenta e colabora na edição de livros e revistas tais como: Revista de Cinema, Cinema em Português, Cartazes de Cinema, Cadernos de Cinema, Cinema em Angola, Dicionário da Lusofonia, Cena Lusófona, Boletim IACAM, Boletim CDC. Coordenador com Maria do Carmo Piçarra da obra "Angola, o nascimento de uma nação; Vol. I - o cinema do Império; Vol. II - o cinema da libertação; Vol. III - o cinema da independência".
Em 1991 inicia-se na realização de cinema com a curta-metragem, O Funeral e em 1993 realiza a longa-metragem e 1ª co-produção luso-angolana, O Miradouro da Lua.
Foi membro do júri ICAM no Concurso Selectivo às Co-Produções em 2004; membro do júri ICAM no Concurso Selectivo a Co-Produções com países dos Palop’s em 2004; membro do júri oficial do Festival Caminhos do Cinema Português 2006; membro do júri ICAM no Concurso Festivais de Cinema 2006; membro do júri oficial dos Encontros de Viana – Cinema e Vídeo 2008; membro do júri oficial FESTJovem 2009. Foi também entre 2007/2009 consultor para os assuntos internacionais do Instituto Angolano de Cinema, Audiovisual e Multimédia e Membro da Comissão Organizadora do 1º Festival Internacional de Cinema de Luanda (2008). Coordena e programa em Lisboa desde 2012 a Mostra de Cinema "Olhares sobre Angola".
É, também desde 1995, o Produtor Executivo da Companhia de Dança Contemporânea de Angola, da coreógrafa e investigadora Ana Clara Guerra Marques, organizando e produzindo Workshops, Espectáculos e Tournées em países como Angola, Portugal, Polónia, Índia, Gabão, Camarões, Congo, Senegal, China, Coreia do Sul, Cuba, Israel, Espanha, Itália, Brasil, Holanda. Moçambique, Burkina Fasso.

## Filmografia seleccionada
Entre a sua filmografia encontram-se: 
- 1986 – O Gato Preto (cm)
- 1992 - O Funeral (cm) - Prémio Melhor 1ª Obra - Festival Internacional de Cinema do Algarve, Portugal.
- 1993 – O Miradouro da Lua (Lm) - Prémio especial Realização - Festival Internacional de Gramado, Brasil. Editado em DVD.
- 1996 – Uma Frase Qualquer (doc)
- 2003 – Outras Frases (doc) - Prémio Melhor Documentário para TV - XI Festival Caminhos do Cinema Português 04. Editado em DVD
- 2004 – A Utopia do Padre Himalaya (doc) - Menção Honrosa - Melhor Documentário - XII Festival Caminhos do Cinema Português 05.
- 2005 – Histórias da Vida na Terra (série doc. TV - 2 episódios) Editado em DVD
- 2005 – Angola, Histórias da música popular (doc) - Prémio Melhor Documentário - Mostralíngua 2007.
- 2005 – The Boy and the Sea (ficção) (Produtor) - Prémios Melhor Curta – Festival de Nova Iorque; Festival de Bucarest; Festival Mannheim
- 2006 – José Carlos Schwartz - A Alma de Um povo (doc) (Produtor) Editado em DVD
- 2007 – Kuduro, fogo no museke (doc) - Prémio "Manuel Costa e Silva" - FICAP 2008. Editado em DVD.
- 2010 – O Lendário Tio Liceu e os N'gola Ritmos (doc) - Prémio Melhor Documentário - FICLuanda 2010. Editado em DVD
- 2011 – Outros Rituais Mais ou Menos (doc) Editado em DVD
- 2012 – Paisagens Propícias (doc)
- 2017 – A Ilha dos Cães (Lm)